# Будівля Берлемон
Будівля Берлемон (Berlaymont) (фр. вимова: [bɛʁlɛmɔ̃]) — офісна будівля в Брюсселі, Бельгія, де розташована штаб-квартира Європейської комісії, виконавчої гілки влади Європейського Союзу (ЄС). Будівля розташована на кільцевій розв'язці Роберта Шумана за адресою 200, rue de la Loi/Wetstraat, у так званому «Європейському кварталі». Унікальна форма архітектури Berlaymont використана в офіційній емблемі Єврокомісії. Будівля названа на честь жіночого монастиря Берлемон.

## Використання
У будівлі розміщується Європейська комісія з моменту її побудови, вона стала символом європейської присутності в Брюсселі та метонімом виконавчої влади ЄС. Сама Комісія розташована приблизно в понад 60-ти будівлях, але Берлемонт є штаб-квартирою комісії, де працює президент Європейської комісії та її колегія уповноважених.
Наступні генеральні директорати (департаменти) також розташовані в Берлемоні: людські ресурси та безпека (HR), Європейський політичний стратегічний центр, раніше відомий як Бюро європейських політичних радників (BEPA), директорат з комунікацій (COMM), Брюссельський офіс інфраструктури та Логістика (OIB), Генеральний секретаріат (SG) та Генеральний секретаріат юридичної служби (SJ).
Офіс президента, Комісія та зал засідань знаходяться на 13-му поверсі разом із залом засідань « Ебдо», а також ресторан La Convivialité.
Урсула фон дер Ляєн є першим президентом Комісії, який фактично проживає в Берлемоні. Поза роботою вона переюуває у невеликій приватній зоні поруч зі своїм головним офісом на 13-му поверсі.

## Історія

### Передумови створення

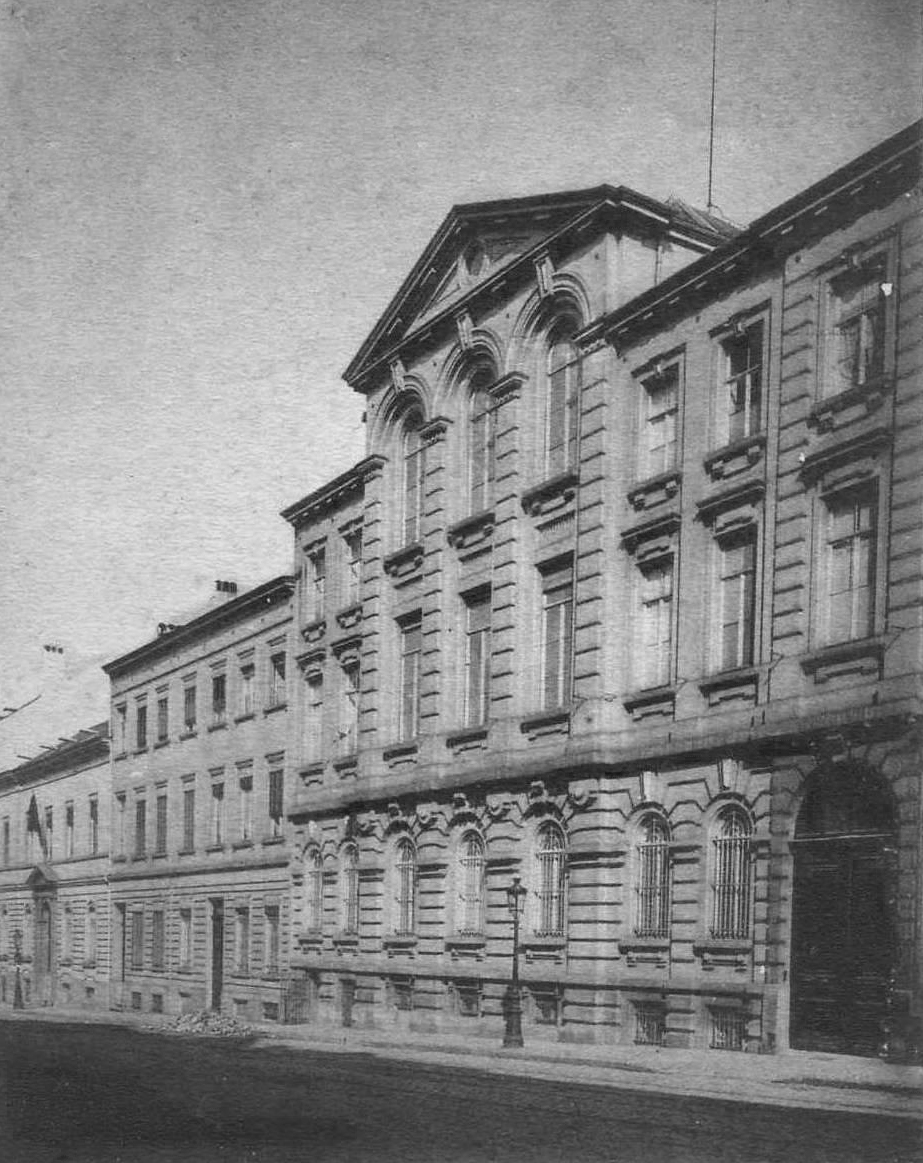
Монастир Берлемонт і школа-інтернат (вулиця де ла Лой/Ветстраат), прибл. 1900 рік.

Оскільки кількість європейських державних службовців стрімко зростала з моменту їхнього прибуття до Брюсселя в 1958 році, Європейська Комісія потребувала все більше офісних приміщень у всьому місті. До 1965 року лише Комісія мала 3200 співробітників, розкиданих по восьми різних тісних будівлях. Ситуація, яка почалася відразу після їх прибуття через відсутність великих офісних блоків, стала критичною, і Комісія спробувала розосередити свій персонал у ряді орендованих будівель навколо кільцевої дороги Роберта Шумана. Уряд Бельгії, який усвідомив проблему та намагався забезпечити існування Комісії, запропонував побудувати престижний адміністративний комплекс, достатньо великий для розміщення всього персоналу. Президент Вальтер Гальштейн був зацікавлений, але обережний щодо довгострокових зобов'язань, поки питання про те, де розташовані інституції, все ще обговорювалося. Однак потреба в офісних приміщеннях була надзвичайною.
Пропозиція бельгійського уряду вимагала достатньо землі, яка була б переважно в кварталі Леопольда (де розміщувалися основні офіси Європейської комісія) і поблизу будинків державних службовців на півдні та сході. Вибрану ділянку землі тоді займав Dames de Berlaymont, 300-річний жіночий монастир зі школою для дівчат. Монастир і школа переїхали у більшу та тихішу ділянку за межами центру міста у Ватерлоо. У листопаді 1963 року Берлемонський жіночий монастир передав бельгійському уряду ділянку, яку протягом багатьох років змушували продати забудовникам.
Щоб грунтовно спланувати нову будівлю, міністр закордонних справ Бельгії П'єр Віньї запропонував створити «Консультативну комісію Берлемон», куди мали увійти представники міністерства громадських робіт Бельгії, підрядники та архітектори. Однак бельгійська влада планувала зведення такої будівлі не спеціально для комісії, але й для використання державними службами Бельгії, якщо б комісія залишила її. Саме тому вони віддали перевагу будівлі центрального офісу, а не проєкту будівництва «європейського міста» на Еттербеку. Через те, що плани не відповідають їхнім точним бажанням, Єврокомісія отримала нижчу орендну плату.

### Будівництво
Зведення споруди було сплановано таким чином, щойно кожне крило буде завершено, персонал міг переїхати, поки решта будівлі ще будувалася. Першими мали бути завершені північне та східне крила (прогнозовано на серпень 1961 року, хоча це виявилося оптимістичним планом). На південь крило знадобилося б більше часу, враховуючи потребу знести більше будівель, включаючи школу для дівчат, оскільки Dames du Berlaymont не могли звільнити її до 1963 року. Уряд Бельгії, розуміючи, що бюджетні обмеження означають, що він не може дотриматися жодного з термінів, вдався до зовнішнього фінансування від Office de sécurité sociale d'Outre-mer (OSSOM). OSSOM передали у володіння землею, але будівля буде побудована та орендована бельгійським урядом, а орендна плата вираховуватиметься з його внеску до бюджету OSSOM. Згодом він придбав його в 1985 році через регулярні виплати, поки він передавався в суборенду комісії. OSSOM уклала будівельний контракт з об'єднанням підприємців: Enterprises François et Fils з Compagnie belge des Chemins de fer et d'entreprises, Compagnie industrielle de travaux та Armand Blaton. Відсутність публічного тендеру розкритикувала аудиторська служба Бельгії.
У 1963 році перше крило (північно-східне) було практично зведене з наміром завершити будівництво до кінця 1965 року. Бетонування цього крила було закінчено в листопаді 1964 року. Завершення було відкладено на початок 1966 року через те, що не було демонтовано залізничну колію, яка перешкоджала доступу до першого поверху. Це крило було здано в експлуатацію 1 лютого 1967 року, а перші державні службовці зайняли свої офіси через три місяці. Тримісячний розрив виник через розбіжності щодо умов оренди. Бельгійська держава повинна була передати Європейській комісії всю будівлю в оренду, починаючи з моменту завершення робіт, але інші країни-члени ЄС визнали вартість надмірною та хотіли вивчити інші варіанти, отримавши натомість оренду єдиного завершеного крила. Договір оренди набув чинності 1 травня 1967 року і склав 545 366 євро (вся будівля коштувала б 4,82 млн євро); відбулося зменшення на 2,48 євро млн з урахуванням вартості будівництва). Будівля була повністю заселена лише на початку вересня того ж року.

### Розширення
Однак із самого початку проєкту було зрозуміло, що для розміщення всіх службовців Європейської комісії можливостей будівлі Берлемон замало. Тому будівлю Карла Великого також передали для розміщення працівників Єврокомісії. Крім того, Європейська комісія використовувала будівлю на вулиці Архімед, щоб службовцям працювати поряд навколо кільцевої розв'язки Шумана та звільнити зовнішній офісний комплекс. Утім, зависока вартість орендної плати завадила Єврокомісії реалізувати цей намір.
Європейська комісія також мала намір зайняти всі приміщення будівлі Берлемон, який вона ділила з Радою та Парламентом. Громадськість найбільше асоціювала Єврокомісію з цією будівлею, і те, що вони займають всю будівлю, вважалося предметом гордості. Це дало б їм більше місця. Разом з використанням приміщень Joyeuse Entréeк, (дослівно українською — Щасливого входу) та будівлі Карла Великого (де б повністю розмістилася рада ЄС), усі б органи влади Європейського Союзу мали б комфортні умови для свого функціонування, не перебуваючи, при цьому, в одній будівлі. Зрештою Рада погодилася, але переїхала в іншу будівлю на кільцевій розв'язці.

### Реконструкція

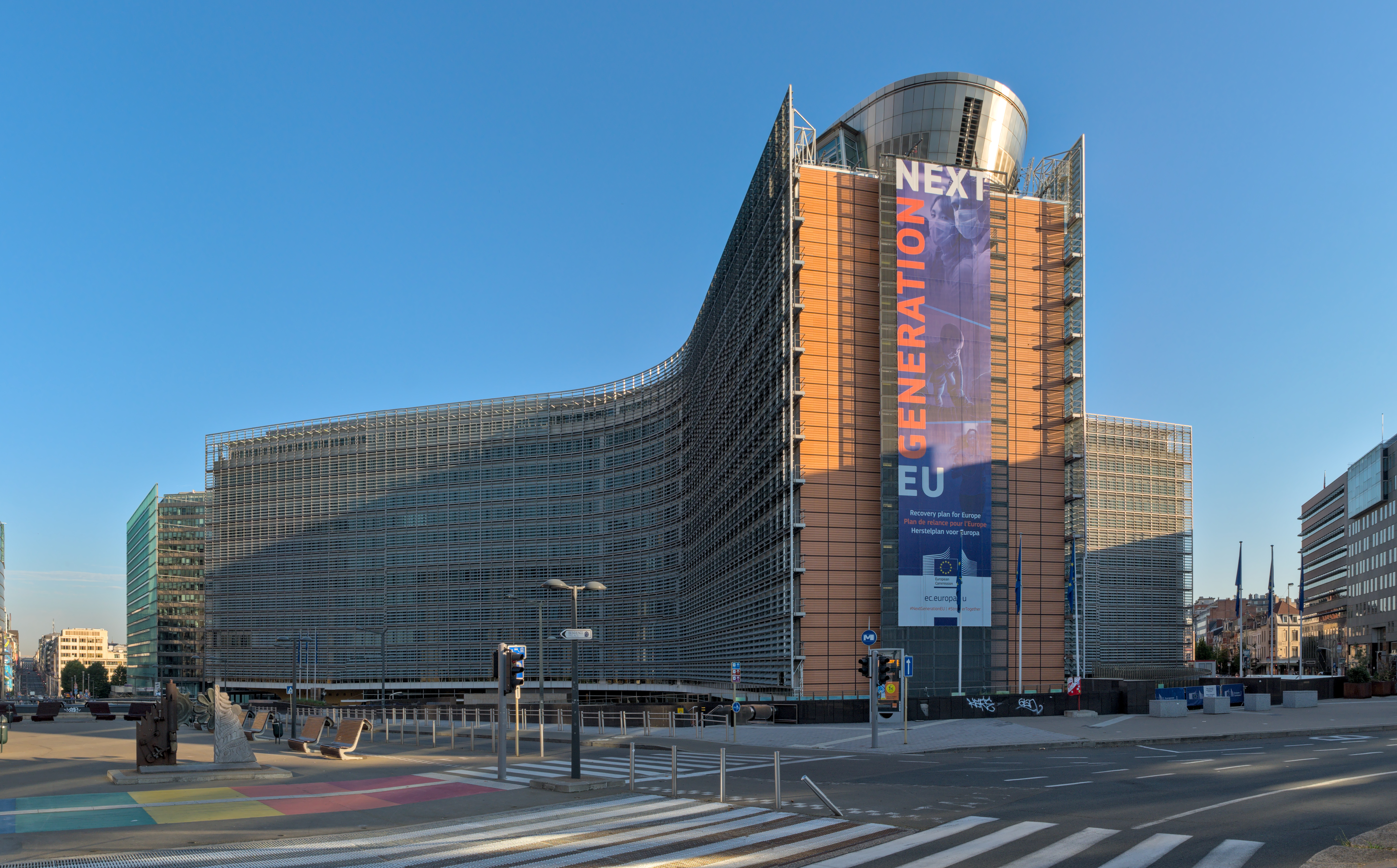
Район Берлемон у 2020 році

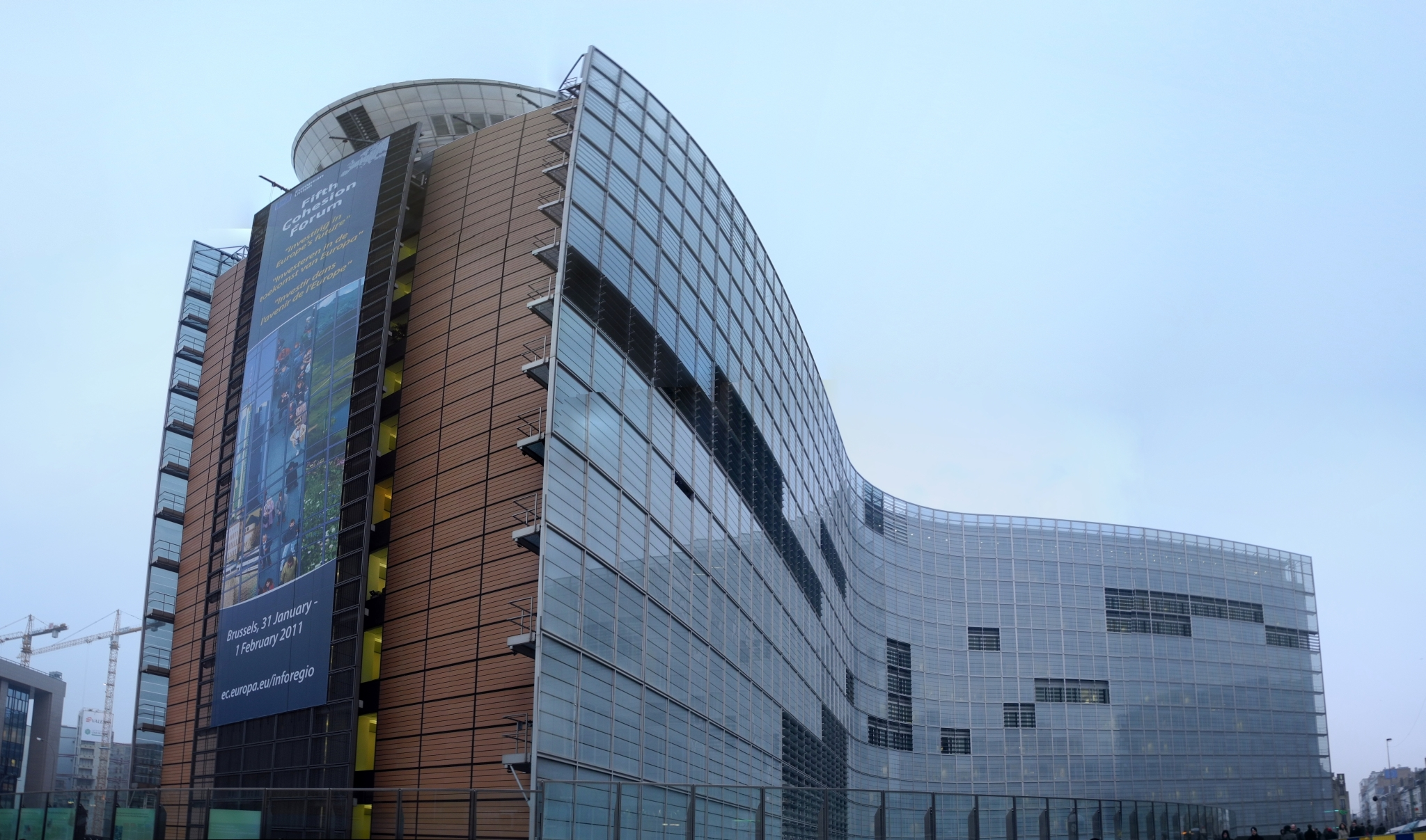
Зовнішній вигляд будівлі Берлемон у лютому 2011 року

Реконструкція будівлі стала обов'язком бельгійської держави, коли вона купила в 1985 році Берлемон у OSSOM, але відклала будь-які ремонті роботи через бюджетні обмеження. Європейська комісія поскаржилася на стан будівлі, і Бельгія запропонувала їм придбати будівлю за зниженою ціною, але оскільки питання постійного місця перебування не було вирішено, Комісія не була в змозі купити всю будівлю. Ремонт раптом став нагальною проблемою, коли в 1990 році в споруді знайшли флок-азбест, заборонений у будівництві. Профспілки державних службовців чинили тиск, і це питання було використано як привід для повної реконструкції, оскільки приміщення застаріли та не змогли впоратися з напливом нових держав-членів ЄС.
Знесення не було можливим, оскільки фундаменти закріплювали місцеві дороги та мережі метро, які були б під загрозою, якщо б Берлемон було демонтовано. Однак через бюджетні обмеження бельгійського уряду було важко здійснити повноцінну реконструкцію. Тому було вирішено залучити фінансові установи приватного сектору у формі компанії з управління та оновлення: SA Berlaymont 2000 (основним акціонером якої залишалася бельгійська держава). Berlaymont 2000 профінансувала уряд Бельгії на суму 74,3 мільйонів євро (також виступивши гарантом) і надала 160 мільйонів євро на проведення ремонтних роботів, отримавши натомість право безоплатної довготривалої оренди цієї будівлі. Розглянувши це як вигідну інвестицію, ряд компаній приєдналися до Berlaymont 2000: Citilease (філія Citybank), CGER та BACOB. Вони фінансували реконструкцію, тому орендна плата для Європейської комісії значно зросла, щоб покрити витрати. Проєкт планувалося розпочати в 1994 році і здійснити протягом п'яти років.
Наприкінці 1991 року офіс Єврокомісара та їхні служби переїхали до швидко завершеної будівлі Брейделя, а інші департаменти переїхали до будівель по всьому кварталу та загалом у столиці у комунах Одергем, Евере та Еттербек. Загалом зайняли 11 будівель вартістю 14,8 мільйонів євро на рік для сплати бюджетом Бельгії. Європейська комісія, у свою чергу, продовжувала сплачувати орендну плату за будівлю Берлемон, поки там проводили реконструкцію. Однак проєкт супроводжували проблеми, які підірвали імідж Бельгії, оскільки уряд цієї держави не зміг вирішити робочі домовленості, які відклали попередні дослідження, поки Berlaymont 2000 не взяв на себе ці обов'зки в 1996 році та не створив команду для проведення необхідних досліджень. Деякий час фахівці Єврокомісії сумнівалися, що запропоновані плани достатньо адаптують будівлю Берлемон до своїх нових потреб. Зрештою, реконструкція була адаптовані настільки, що Єврокомісія не тільки прийняла їх, повернулася до будівлі Берлемон, але й сплатила всі витрати на реконструкцію, підписавши довгострокову оренду в 1997 році з правом подальшого викупу.
Роботи з видалення азбесту розпочалися лише влітку 1995 року — через три з половиною роки після звільнення будівлі. Очікувалося, що роботи будуть завершені в лютому 1997 року, але неефективна організація призвела до затримок: чутки про забруднення повітря та порушення стандартів будівництва, збої в електропостачанні та більша кількість азбесту в будівельних конструкціях стін відтермінували реконструкцію. Для завершення роботи були потрібні більш тривалі терміни та збільшене фінансування. Було залучено стороннє управління процесом реконструкції, а видалення всього азбесту було завершено тільки в 1999 році. Ремонтні роботи розпочалися 1 червня 1999 року з повної модернізації будівлі, включаючи покращення природного освітлення, і згідно з оптимістичними прогнозами планувалося завершення реконструкції до кінця 2001 року. Однак субпідрядники, Berlaymont 2000 та SNCB, які будували залізничне сполучення під будівлею, знову мали значні затримки. Дата завершення переносилася щороку до середини 2004 року.
Незважаючи на подальші значні затримки та судові баталії, будівлю було передано Європейської комісії поетапно, починаючи з 1 липня 2004 року, коли службовці переїхали назад безпосередньо перед початком роботи Комісії Баррозу (в листопаді 2004 року) разом із відповідними офісами та службами, загальною кількістю 2700 державних службовців.
Загалом ремонт тривав 13 років, на п'ять років більше, ніж будували. Дата передачі реконструйованої будівлі Берлемон у грудні 1998 року відкладалася п'ять разів, а бюджету Бельгії довелося переплатити за оренду, за деякими оцінками, 824 мільйони євро.

### Пожежа
18 травня 2009 року приблизно о 11:00 GMT працючих у будівлі Берлемон було евакуйовано через пожежу, яка почалася в прес-залі. Повідомлень про жертви не надходило. Будівля не має спринклерної системи протипожежного захисту, окрім гаража.

## Архітектура

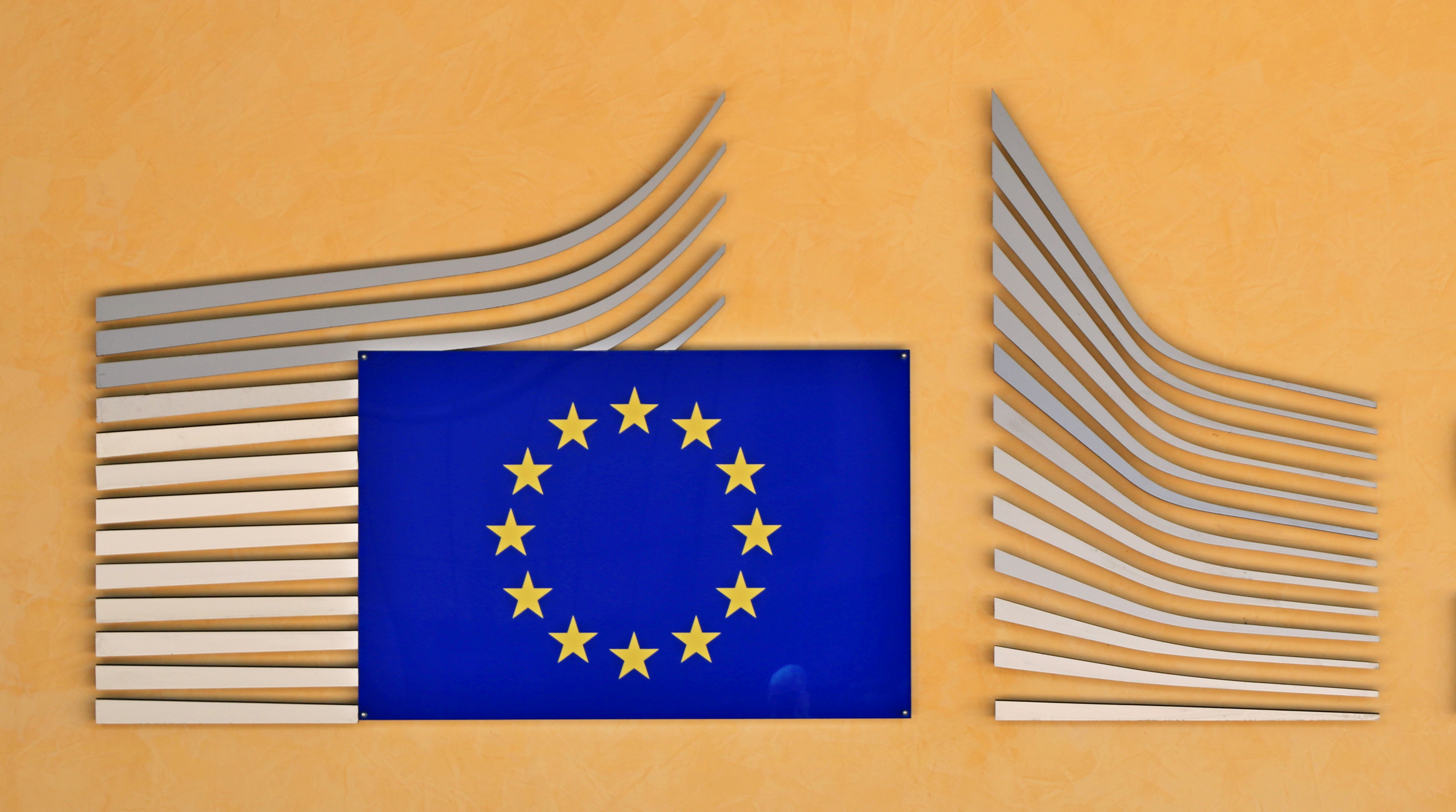
Логотип Європейської комісії, натхненний формою будівлі Берлемон, штаб-квартири установи в Брюсселі.

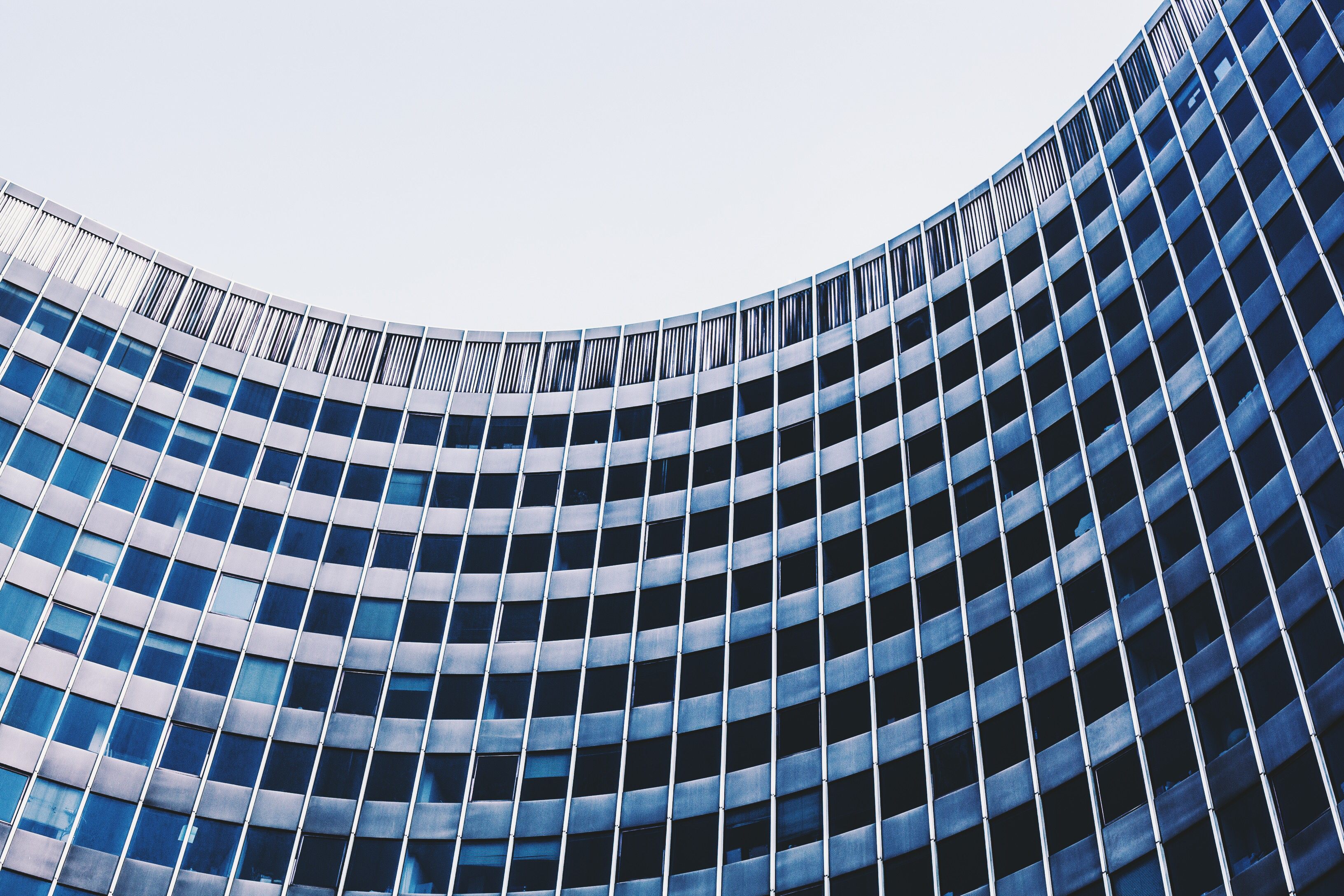
Вигляд на будівлю Берлемон у листопаді 2016 року

Вид з приміщення Берлемона через вікно із зовнішніми жалюзі на північну сторону у травні 2007 року).

Будівля під тимчасовою назвою «Centre Administratif Europe» (дослівно українською — Європейський адміністративний центр) була спроєктована Люсьєном Де Вестелем у співпраці з Жаном Гілсоном (група Альфа), Андре й Жаном Полаками та за рекомендаціями інженера Йоріса Шмідта. Його безпосередньо надихнула будівля секретаріату ЮНЕСКО 1958 року в Парижі, спроєктовану Марселем Бреєром, П'єром Луїджі Нерві та Зерфюссом Бернаром. Технічний дизайн був новаторським на той час і викликав захоплену реакцію брюссельського журналу: "Ця концепція дизайну відображає як інноваційний дух XX століття, так і відверту сміливість, нагадуючи дивовижну футуристичну споруду Атоміуму на всесвітній виставці 1958 року, яка визнана національним бельгійським символом.
Будівля має хрестоподібну конструкцію з чотирма крилами різного розміру, що відходять від центрального ядра. Споруду побудовано на палях, розташованих під кожним крилом, які підтримують 40-метровий вузький гребінь бетону, який, у свою чергу, підтримував сталеві балки, що утворюють каркас скляного фасаду, що покриває збірні підлоги. Верхній, 13-й, поверх, однак, підтримувався безпосередньо верхніми балками, повністю підвішеними, завдяки чому нижній рівень стояв окремо, за винятком ядра. Дизайн покликаний передати відчуття світла та прозорості. Щоб запобігти монотонності були додані декоративні деталі, зокрема, скульптури та фрески.
Комплекс спочатку проєктувався для розміщення 3000 державних службовців та 1600 автомобілів у чотирирівневому підземному паркінгу під усім комплексом. Фундаменти закладені на глибину до 20 метрів. Кількість нижніх рівнів (які пов'язують з дорожніми тунелями та метро) було пов'язано з обмеженням висоти 55 метрів навколо Cinquantenaire (щоб не псувати краєвид) Будівля має 17 конференц-залів-трансформерів, які могли б використовувати Європейським парламентом та Радою Європейського Союзу. На верхніх поверхах було передбачено ще дев'ять кімнат для засідань Єврокомісії. Вільний простір на вулиці було перетворено на громадські сади та тераси.
Після реконструкції 1995—2004 років структура не змінилася, за винятком прибудови для ЗМІ, але відбулася низка внутрішніх та ландшафтних змін. Було покращено транспортний сполучення, але кількість підземних паркінгів зменшено на 25 %, а сам наземний паркінг майже повністю перетворено на пішохідну зону, яка вливається в навколишній міський ландшафт. Було покращено безпеку, та створено освітлювальний колодязь для забезпечення природнього освітлення ресторану та мультимедійних центрів. Вертолітний майданчик було замінено куполом, у якому розміщено зал засідань Комісії з видом на кільцеву розв'язку Шумана. Будівля відповідає найсуворішим сучасним екологічним стандартам, повторно використовує світло, електроенергію та тепло по всій будівлі.
Фасад було замінено навісною стіною з мобільними скляними екранами, які адаптуються до погодних умов і зменшують відблиски, але пропускають світло. Вони також діють як звуковий бар'єр, зменшуючи шум від вулиці де ля Луа. При відкритті вікон відключається кондиціонування повітря, щоб запобігти витрачанню електроенергії. В офісах, які було збільшено після реконструкції, можнат індивідуально регулювати температурного режиму, щоб економити на опаленні. Опалення відключається автоматично, коли в кімнаті немає людей.
Зараз будівля має 240 000 м2 площі на 18 рівнях, з'єднаних 42 ліфтами та 12 ескалаторами. У вежі знаходяться офіси на 3000 чиновників та кімнати для переговорів. У цокольному поверсі розміщені ресторан та заклади сфери послуги, кафетерій на 900 місць, телестудія, конференц-зали, складські приміщення, скандинавська сауна, автостоянка на понад 1100 місць та інші різноманітні послуги. Архітектори П'єр Лаллеманд, Стівен Беккерс та Вілфрід Ван Кампенгаут провели реконструкцію в 1991—2004 роках.

### Цитування
1. ↑  European Commission visual identity. European Commission – European Commission (англ.). Процитовано 9 травня 2017.
2. ↑  List and maps of Commission buildings in Brussels. European Commission: Office of Infrastructure and Logistics – Brussels (Europa (web portal)). Архів оригіналу за 26 жовтня 2008. Процитовано 12 серпня 2008.
3. ↑  New EU commission president to live, work and sleep at the office. The Guardian (англ.). 3 жовтня 2019. Процитовано 8 липня 2021.
4. ↑  Demey, 2007: 222–3
5. ↑  Demey, 2007: 224
6. ↑  Demey, 2007: 233
7. ↑  Demey, 2007: 234–5
8. ↑  Demey, 2007: 238–40
9. ↑  Demey, 2007: 240–1
10. ↑  Demey, 2007: 242–3
11. ↑  Demey, 2007: 246–7
12. ↑  Demey, 2007: 248–9
13. ↑  Demey, 2007: 249–50
14. ↑  Demey, 2007: 251
15. ↑  Demey, 2007: 252–3
16. ↑  Demey, 2007: 254–8
17. ↑  Demey, 2007: 259
18. ↑  Demey, 2007: 265
19. ↑  Demey, 2007: 273
20. ↑  BBC NEWS – Europe – EU offices evacuated due to fire. BBC.
21. ↑  Berlaymont fire hits Commission business. European Voice.
22. ↑  Demey, 2007: 235–6
23. ↑  Demey, 2007: 237
24. 1 2  Demey, 2007: 238
25. ↑  Demey, 2007: 340
26. ↑  Demey, 2007: 266–69
27. ↑  Demey, 2007: 270–1
28. ↑  1. Dimensions. Press Release – Description of the Berlaymont. European Commission. Процитовано 2 вересня 2017.